# Philippe Mory
Philippe Mory est un acteur et réalisateur gabonais, né en 1935 à Lambaréné et mort le 7 juin 2016 à Libreville.

## Biographie
Philippe Mory a commencé sa carrière cinématographique en France au milieu des années 1950 avec son rôle dans le court métrage Afrique-sur-Seine réalisé par 
Paulin Soumanou Vieyra. Il est l'interprète principal du long métrage de Michel Drach, On n'enterre pas le dimanche, qui obtient le Prix Louis-Delluc en 1959.
De retour au Gabon, il est le scénariste et l'un des acteurs de La Cage, de Robert Darène : le film, produit et tourné au Gabon, est sélectionné à l'occasion de Festival de Cannes en 1963.
Philippe Mory est emprisonné pendant trois ans à partir de 1964 en raison de sa participation au coup d'état contre le président Léon Mba.
Après sa libération, il participe en 1970 à la création de la Fédération panafricaine des cinéastes (FEPACI). Il s'est impliqué également dans la fondation du Centre national du cinéma gabonais.
Il a réalisé en 1971 son unique long métrage, Les tam-tams se sont tus.

## Filmographie

### Acteur
- 1955 : Afrique-sur-Seine de Paulin Soumanou Vieyra
- 1955 : La Rue des bouches peintes de Robert Vernay
- 1959 : On n'enterre pas le dimanche de Michel Drach
- 1963 : La Cage de Robert Darène (+ scénariste)
- 1994 : Le Grand Blanc de Lambaréné de Bassek Ba Kobhio
- 1997 : Orèga de Marcel Sandja
- 1999 : Go zamb’olowi (Au bout du fleuve) de Imunga Ivanga
- 2002 : Les Couilles de l'éléphant de Henri-Joseph Koumba Bididi
- 2000 : Dolè de Imunga Ivanga
- 2005: Inspecteur Sori: Le Mamba de Mamady Sidibé
- 2006 : L’ombre de Liberty de Imunga Ivanga
- 2011: Le collier du Makoko de Henri-Joseph Koumba Bididi

### Réalisateur
- 1972 : Les tam-tams se sont tus